# Csók és csata
A Csók és csata (eredeti cím: Corazón apasionado) 2012-es amerikai–venezuelai telenovella amelyet Alberto Gómez alkotott. A főbb szerepekben Marlene Favela, Guy Ecker, Susana Dosamantes, Lorena Meritano és Luis José Santander látható.
Venezuelában 2012. február 13-án mutatta be a Venevisión. Magyarországon 2012. október 1-jén került adásba a RTL II-n.

## Történet
|  | Alább a cselekmény részletei következnek! |

Patricia Campos Miranda gyönyörű és határozott nő, akit nagyanyja, Úrsula nevelt fel testvéreivel együtt. Édesapja, Bruno megrögzött szerencsejátékos volt és az adóssága törlesztése fejében el akarta adni Patriciát. Patricia, hogy elkerülje a sorsát el akart szökni vőlegényével, Marcos-szal, ám menekülés közben találkoztak Caymánnal, aki lelőtte a férfit. A történtek után Patricia elképzelhetetlennek tartja, hogy újra szerelmes legyen, ám hamarosan megjelenik a birtokon Armando és Patricia újra szerelmes lesz. 
|  | Itt a vége a cselekmény részletezésének! |

## Szereplők
| Színész                  | Szereplő                                                     | Leírás | Magyar hang        |
| ------------------------ | ------------------------------------------------------------ | --- | ------------------ |
| Marlene Favela           | Patricia Campos Miranda de Marcano                           | Bruno és María Patricia lánya, Virginia, David és Marielita testvére, Úrsula unokája, Marcos ex menyasszonya, Armando felesége | Pap Katalin        |
| Guy Ecker                | Armando Marcano                                              | Lorenza fia, Rebeca testvére, Patricia férje, Diego unokatestvére                                                              | Forgács Péter      |
| Susana Dosamantes        | Úrsula Villacastín Campos Miranda 'La Generala' 'A tábornok' | Gazdag földbirtokos, Virginia, Patricia, David, Marielita és Fedora nagyanyja                                                  | Illyés Mari        |
| José Guillermo Cortines  | Marcos Pérez Martín Vegas                                    | Ramona fia, Patricia exbarátja                                                                                                 | Tokaji Csaba       |
| Jéssica Mas              | Fedora Campos Miranda                                        | Eduardo lánya, Patricia unokatestvére                                                                                          | Solecki Janka      |
| Lorena Meritano          | Virginia Campos Miranda                                      | Alejandro és María Patrcia lánya, Patricia, David és Marielita testvére                                                        | Götz Anna          |
| Daniela Navarro          | Mariela 'Marielita' Campos Miranda de Meléndez               | Bruno és María Patricia lánya, Virgina, Patricia és David testvére, Ramiro felesége                                            | Bogdányi Titanilla |
| Adrián Carvajal          | David Campos Miranda                                         | Bruno és María Patricia fia, Virginia, Patricia és Marielita testvére, Rebeca férje és gyerekének édesapja                     | Renácz Zoltán      |
| Luis José Santander      | Ricardo Rey                                                  | Sonia férje, María és Juan José édesapja                                                                                       | Gergely Róbert     |
| Fernando Carrera         | Alejandro Gómez                                              | Virginia édesapja, Johhny nagybátyja                                                                                           | Incze József       |
| Marcelo Buquet           | Bruno Montesinos                                             | Patricia, David és Marielita édesapja                                                                                          | Rosta Sándor       |
| Gabriela Rivero          | Teresa Rivas Gómez                                           | Johnny édesanyja | Kiss Erika         |
| Cristián Carabías        | Jonathan 'Johnny' Gómez                                      | Teresa fia | Pálmai Szabolcs    |
| Stephanie Arcila         | Clemencia Briceño Rivas                                      | Johnny unokatestvére, Marielta barátnője                                                                                       | N/A                |
| Natalia Ramírez          | Sonia Alcazar de Rey                                         | Ricardo felesége, María és Juan José édesanyja                                                                                 | Farkasinszky Edit  |
| Raúl Izaguirre           | Ignacio Meléndez                                             | Emperatriz férje, Ramiro édesapja                                                                                              | Melis Gábor        |
| Carlos Guillermo Haydón  | Diego                                                        | Alkalmazott a Meléndez-házban, Armando és Rebeca unokatestvére, Emperatriz szerelme                                            | Posta Victor       |
| Dayana Garroz            | Emperatriz Ferrer Meléndez                                   | Ignacio felesége, Diegó-ba szerelmes és van egy közös gyerekük                                                                 | Törtei Tünde       |
| Carlos Augusto Maldonado | Ramiro Meléndez                                              | Ignacio fia, Marielita férje                                                                                                   | Stern Dániel       |
| Héctor Soberón           | Álvaro Martínez                                              | Orvos | Varga Rókus        |
| Carlos Yustis            | Domingo                                                      | Inas a Campos Miranda-házban                                                                                                   | Bodrogi Attila     |
| Scarlet Gruber           | Rebeca Marcano de Campos Miranda                             | Cseléd a Campos Miranda-házban, Lorenza lánya, Armando testvére, Diego unokatestvére, David felesége                           | Csuha Bori         |
| Marjorie de Sousa        | Leticia Bracamontes                                          | | Huszárik Kata      |
| Beatriz Arroyo           | Lorenza de Marcano                                           | Cseléd a Campos Miranda-házban, Armando és Rebeca édesanyja, Diego nagynénje                                                   | N/A                |
| José Miguel Gutiérrez    | José                                                         | Pap | Várday Zoltán      |
| Patricia de León         | Carmen Rosa                                                  | Alejandro szeretője, Felipé-be szerelmes                                                                                       | Erdős Borcsa       |
| Lara Ricote              | María Rey                                                    | Ricardo és Sonia lánya, Juan José testvére                                                                                     | Talmács Márta      |
| Kevin Aponte             | Juan José 'Juanjo' Rey                                       | Ricardo és Sonia fia, María testvére                                                                                           | Szalay Csongor     |
| Beatriz Monroy           | Ramona Pérez                                                 | Cseléd a Campos Miranda-házban, Marcos édesanyja                                                                               | Várkonyi Andrea    |
| Eduardo Ibarrola         | Melquiades López                                             | A Campos Miranda-birtok exvezetője, Felipe édesapja                                                                            | Csuha Lajos        |
| Paulo César Quevedo      | Felipe López                                                 | Melquiades fia | Turi Bálint        |
| Patty Álvarez            | Graciela Núñez                                               | Áplolónő, Sonia és Ricardo barátnője                                                                                           | Köves Dóra         |